# Banque d'entreprise
 (mai 2020).
Si vous disposez d'ouvrages ou d'articles de référence ou si vous connaissez des sites web de qualité traitant du thème abordé ici, merci de compléter l'article en donnant les références utiles à sa vérifiabilité et en les liant à la section « Notes et références ».
Une banque d'entreprise, ou service bancaire pour entreprises est le terme général qui désigne la partie du métier bancaire concernant les opérations des entreprises.

## Acteurs et organisation
Cette activité est exercée par :
- soit un établissement bancaire à part entière centré sur cette clientèle ;
- soit, le plus souvent, la Direction « Marché des entreprises d'une banque à vocation générale, utilisant le réseau d'agence classique (mais avec des »conseillers entreprises") voire un réseau particulier d'agences spécialisées vers cette clientèle, parfois appelée « corporate ».

Une sous-segmentation des marchés est souvent également opérée entre les activités :
- Professionnels : artisans, commerçants, professions libérales, très petites entreprises généralement < 10 salariés, jusqu'à 1,5 m€ de chiffre d'affaires ;
- PME (petites et moyennes entreprises) : généralement de 10 à 500 salariés, au-delà de 1,5 m€ de chiffre d'affaires.

- et Grandes entreprises, au-delà de 500 salariés.

Les professionnels sont généralement gérés avec les clients particuliers, suivis par des conseillers professionnels. les grandes entreprises, au contraire, sont généralement suivies par une agences spécialisée du siège de la banque. 
Chaque groupe bancaire suit sa stratégie, portant de préférence sur tel ou tel segment et la mise en place d'une organisation et de moyens correspondant à ces priorités de clientèle.

## Spécificités
Par rapport aux opérations des particuliers, celles des entreprises portent souvent :
- sur des volumes et montants plus importants (ex. virements mensuels des salaires), demandant des circuits et outils particuliers,
- des domaines spécifiques particulièrement sophistiquées (ingénierie financière, import-export, opérations de couverture).
- avec des risques souvent plus importants, par exemple concernant les entreprises a besoin de gros financements.